# Richard Carrier (Juicios de Salem)
Richard Carrier (19 de julio de 1674, Billerica (Massachusetts)-17 de noviembre de 1749, Colchester (Connecticut) fue un confesor durante los Juicios de Salem en 1692, que fue requerido para testificar contra su madre.

## Primeros años
Richard nació en 1674 de Martha Carrier (1650-1692) y Thomas Morgan (1630-1739) en Billerica. Era el mayor de 8 niños y tuvo tres hermanas y dos hermanos. Se trasladó a Andover con su familia y sobrevivió a un brote de viruela en 1690 del que su familia fue acusada de haberlo causado.

## Juicios
Cuando Richard tenía 18 años, en 1692, fue arrestado junto con su familia por acusación de brujería el 28 de mayo de 1692. Durante el juicio de su madre, Richard y su hermana Sarah, de 7 años de edad, testificaron contra su madre por la acusación de brujería. Él, sin embargo, fue torturado antes de su testimonio colgándole por los talones "hasta que la sangre empezara a salir de su nariz" o hasta que dijo lo que sus interrogadores querían oír. Su madre fue condenada y ejecutada el 19 de agosto de 1692, y Richard Carrier y su familia fueron puestos en libertad nuevamente.
En 1711, Richard y su familia recibieron una pequeña recompensa del gobierno de Massachusetts por su condena: 7 libras y 6 chelines.

## Vida posterior
Richard Carrier se casó con Elizabeth Sessions el 18 de julio de 1694, en Andover y tuvo seis hijos:
- Elizabeth Carrier (1697-1704)
- John Carrier (1695-1739)
- Timothy Carrier (1705-1781)
- Sarah Carrier (1701-1717)
- Mehitable Carrier (1698-1750)
- Martha Carrier (1702-1769)

Después de la muerte de Elizabeth, Richard se casó con Thankful Brown el 29 de julio de 1707, en Colchester y tuvo cuatro hijos:
- Hannah Carrier (1709-1741)
- Thankful Carrier (1708-1704)
- Remembrance Carrier (n. 1703)
- Amos Carrier (1704-1730)

Carrier pasó el resto de su vida en Colchester hasta su muerte el 17 de noviembre de 1749. Está enterrado en Colchester Burying Ground.